# 34452 Jenniparker
34452 Jenniparker è un asteroide della fascia principale. Scoperto nel 2000, presenta un'orbita caratterizzata da un semiasse maggiore pari a 2,7241175 au e da un'eccentricità di 0,0439217, inclinata di 4,25718° rispetto all'eclittica.